# Крістін Мбома
Крістін Мбома (англ. Christine Mboma; нар. 22 травня 2003) — намібійська легкоатлетка, яка спеціалізується в бігу на короткі дистанції.

## Спортивні досягнення
Срібна олімпійська призерка у бігу на 200 метрів (2021).
Чемпіонка Діамантової ліги у бігу на 200 метрів (2021).
Чемпіонка світу (біг на 200 метрів) та срібна призерка чемпіонату світу (естафетний біг 4×100 метрів) серед юніорів (2021).
Бронзова призерка Ігор Співдружності у бігу на 200 метрів (2022).
Рекордсменка Африки у бігу на 400 метрів (49,22; 2021).